# Astor Row

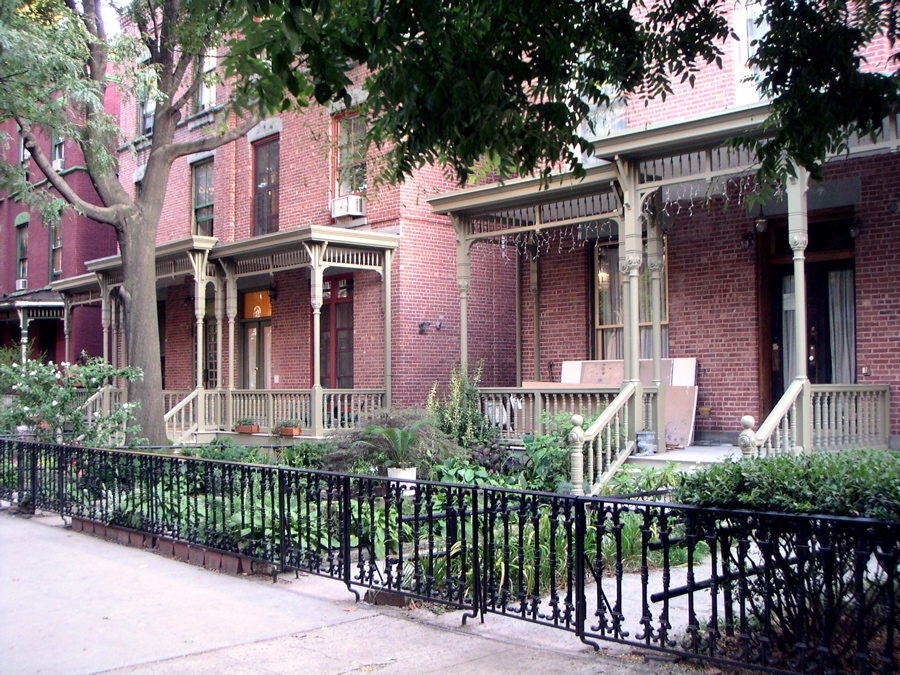
Astor Row w 2005 roku

Astor Row – nazwa nadana 130. ulicy, pomiędzy Piątą Aleją i Lenox Avenue, w nowojorskim Harlemie, znajdującym się na obszarze dzielnicy Manhattan. Bardziej precyzyjnie, określenie Astor Row odnosi się do rzędu semi–zespolonych domków mieszkalnych na południowej stronie ulicy. Były to jedne z pierwszych tego typu kamienic, które powstały w Harlemie, zaś ich projekt jest dość niespotykany. Wszystkie mają niewielkie, przednie ogródki (rzadko spotykane na Manhattanie), a także drewniane ganki. Ich wygląd inspirowany był stylem południowym, zyskując porównania do części miasta Savannah w stanie Georgia. Domy zostały wybudowane na ziemi, którą w 1844 roku, za kwotę 10 tysięcy dolarów, nabył John Jacob Astor. Inwestycję zrealizował jednak dopiero jego wnuk, William Backhouse Astor, który zatrudnił architekta i budowlańca Charlesa Bueka, by ten wprowadził projekt w życie. Wszystkie domki zostały skonstruowane pomiędzy 1880 a 1883 rokiem.
Po śmierci Williama Backhouse’a Astora, domy zostały przydzielone jego wnukom: Mary, Jamesowi i Sarze Van Alen. Prawa własnościowe pozostawały w rodzinie Astorów do 1911 roku, kiedy to dziesięć wysuniętych najdalej na zachód domków zostało sprzedanych inwestorowi Maksowi Marksowi; w zamian za te obiekty, rodzina Astorów otrzymała apartamentowiec w Washington Heights. Nowy właściciel, korporacja Brown Realty Company, nie była w stanie wywiązać się ze spłaty kredytów hipotecznych i domy w Astor Row zostały przejęte przez New York Savings Bank.
W 1920 roku jeden z dziennikarzy „New York Timesa” opisał Astor Row jako „jedną z najbardziej atrakcyjnych i ekskluzywnych okolic mieszkalnych” w Harlemie. Pierwotnie wysokość rocznego czynszu za wynajem domów w Astor Row wynosiła 1 100 dolarów, a obiekty te były wówczas tak popularne, że istniała specjalna lista oczekujących na zamieszkanie tam. 
Na przestrzeni lat stan domów ulegał systematycznemu pogarszaniu; obecnie oryginalna struktura większości ganków nie istnieje. W 1981 roku zarząd Nowego Jorku uznał cały Astor Row za miejski zabytek i zebrał fundusze na restaurację fasad domów, a także, w razie potrzeby, poprawę instalacji wodno-kanalizacyjnych, grzewczych i linii elektrycznych. W 1992 roku Ella Fitzgerald zaśpiewała podczas charytatywnego koncertu w Radio City Music Hall, mającego na celu pozyskanie dodatkowych środków na renowację Astor Row. Pod koniec lat 90. XX wieku ganki i inne elementy dekoracyjne w niemalże wszystkich domkach zostały odnowione.
Obecnie Astor Row stanowi obszar rasowo zintegrowany, będący jednocześnie jedną z największych atrakcji architektonicznych Harlemu.